# Червеногуш медопоказвач
Червеногушият медопоказвач (Indicator indicator) е представител на сем. медопоказвачи. Той е най-проученият вид от медопоказвачите и способността му да води други животни, включително и човека, към източници на мед е дала името на цялото семейство.

## Разпространение
Червеногушият медопоказвач е разпространен в Африка на юг от Сахара.